# Lachal Bluffs
Die Lachal Bluffs sind eine Gruppe von Felsenkliffs an der Mawson-Küste des ostantarktischen Mac-Robertson-Lands. Sie ragen unmittelbar südlich der Insel Ufsøy auf.
Norwegische Kartographen kartierten sie anhand von Luftaufnahmen der Lars-Christensen-Expedition 1936/37. Das Antarctic Names Committee of Australia benannte sie nach Robert Paul Lachal (* 1943), Hilfskoch und Assistenzgeologe auf der Mawson-Station im Jahr 1965, der bei den Olympischen Sommerspielen 1964 in Tokio Teil des australischen Ruderachters war.